# Grand Rapids Hornets 1950-1951
La stagione 1950-51 dei Grand Rapids Hornets fu la 1ª e unica nella NBPL per la franchigia.
I Grand Rapids Hornets fallirono a metà stagione mentre avevano un record 6-13. Vennero classificati al quarto posto della Eastern Conference.

## Roster
| N° | Naz.                   | Ruolo | Sportivo            | Anno | Alt. | Peso |
| -- | ---------------------- | ----- | ------------------- | ---- | ---- | ---- |
|    | Stati Uniti (bandiera) | G     | Leon Blevins        | 1926 | 188  | 73   |
|    | Stati Uniti (bandiera) | A     | Price Brookfield    | 1920 | 193  | 93   |
|    | Stati Uniti (bandiera) | A     | Buddy Cate          | 1926 | 198  | 95   |
|    | Stati Uniti (bandiera) | A     | Russ DeVette        | 1923 | 196  | 86   |
|    | Stati Uniti (bandiera) | G     | Jimmy Doyle         | 1928 | 183  | 75   |
|    | Stati Uniti (bandiera) | AC    | George Glamack      | 1918 | 198  | 107  |
|    | Stati Uniti (bandiera) | G     | Bobby McDermott     | 1914 | 183  | 91   |
|    | Stati Uniti (bandiera) | AC    | Al Miksis           | 1928 | 201  | 98   |
|    | Stati Uniti (bandiera) | C     | Elmore Morgenthaler | 1922 | 213  | 107  |
|    | Stati Uniti (bandiera) | G     | Fritz Nagy          | 1924 | 188  | 84   |
|    | Stati Uniti (bandiera) | G     | Cas Ostrowski       | 1924 | 188  | 77   |
|    | Stati Uniti (bandiera) | G     | Ralph O'Brien       | 1928 | 175  | 73   |
|    | Stati Uniti (bandiera) | A     | Easy Parham         | 1921 | 193  | 91   |
|    | Stati Uniti (bandiera) | A     | Blackie Towery      | 1920 | 193  | 95   |

## Staff tecnico
- Allenatori: Bobby McDermott (1-4), George Glamack (3-6), Blackie Towery (2-3)